# Модель AD-AS

Модель AD-AS

Модель AD-AS (англ. Aggregate Demand — Aggregate Supply model — модель совокупного спроса и совокупного предложения) — макроэкономическая модель, рассматривающая макроэкономическое равновесие в условиях изменяющихся цен в краткосрочном и долгосрочном периодах.
Впервые она была выдвинута Джоном Мейнардом Кейнсом в его работе «Общая теория занятости, процента и денег». Это основа современной макроэкономики, и она признана широким кругом экономистов от монетаристских сторонников laissez-faire, таких как Милтон Фридман, до социалистических «посткейнсианских» сторонников экономического интервенционизма, таких как Джоан Робинсон.
Данная модель показывает поведение совокупного спроса и совокупного предложения, и описывает их влияние на общий уровень цен и совокупный выпуск (или реальный ВВП, иногда ВНП) в экономике. Модель AD-AS может быть использована для демонстрации многих макроэкономических событий, таких как фазы экономических циклов и стагфляция. С точки зрения абстракции, имеет Ж-образную форму.

## Кривые в модели

### Совокупный спрос

Сдвиг кривой совокупного спроса вправо влечет за собой повышение уровня цен и увеличение совокупного выпуска

Кривая совокупного спроса AD показывает комбинации уровня цен и уровня выпуска, при которых рынки товаров и рынки активов находятся в равновесии.
Важным показателем в модели AD-AS является кривая совокупного спроса. Данная функция объясняет сумму всех возможных спросов макроэкономических агентов: домохозяйств, фирм, государства и иностранного сектора. Таким образом, совокупный спрос строится из суммы следующих показателей:
- Потребительские расходы — спрос домохозяйств на товары и услуги[4]
- Инвестиции — спрос фирм на товары и услуги с целью максимизации собственной прибыли в будущем[4]
- Государственные закупки товаров и услуг — государственные издержки на такие критерии, как заработная плата государственным служащим, закупки оборудования для государственных подразделений, и т. п.[4]
- Чистый экспорт — разница между экспортом из страны и импортом в страну[4]

Функция совокупного спроса строится как сумма всех четырех перечисленных параметров. Математическим языком,
{\displaystyle AD=C+I+G+(X-M)}
Совокупный спрос можно изобразить несколькими способами. Широко известной моделью данной функции служит так называемый «Кейнсианский крест», в котором кривая совокупного спроса имеет положительный наклон. Однако, в модели AD-AS, кривую совокупного спроса, наоборот, принято изображать бесконечно убывающей функцией. Этому существуют три основных объяснения (эффекта). Первый, выдвинутый французским экономистом Артуром Пигу, гласит, что при увеличении общего уровня цен, уменьшается реальное богатство человека, что приводит к снижению потребления товаров и услуг домохозяйствами, а это, соответственно, приводит к снижению величины совокупного спроса. Джон Мейнард Кейнс посчитал иначе. Он предположил, что при увеличении уровня цен естественно растет спрос на деньги. Это приводит к росту банковской ставки процента, поскольку увеличивается спрос на заемные средства. От высокой ставки процента страдают инвесторы, что ведет к снижению инвестиций в экономику, а следовательно, и величины совокупного спроса. Более современные экономисты, Роберт Манделл и Джон Флеминг, посчитали, что при увеличении уровня цен в стране падает её экспорт, так как национальные товары, в данном случае, становятся дороже как для иностранцев, так и для местных жителей, что, в свою очередь, ведет к увеличению объемов импорта. Данный дисбаланс снижает чистый экспорт, а следовательно, и величину совокупного спроса. Таким образом, кривая совокупного спроса обратно пропорциональна уровню цен.

## Совокупное предложение

Так изображали совокупное предложение представители разных школ

Кривая совокупного предложения имеет более «спорную» историю. Представители классической макроэкономической школы считали, что совокупное предложение не зависит от уровня цен. Таким образом, классики изображали данную кривую перпендикулярно оси совокупного выпуска. Позже, истовые приверженцы Кейнсианской школы, наоборот, предположили, что совокупное предложение никоим образом не зависит от уровня совокупного выпуска. Поэтому, экстремальные кейнсианцы изображали эту функцию параллельно оси совокупного выпуска. В наше время существуют и такой, и другой виды графического представления кривой совокупного предложения. Строго вертикально в наши дни строят совокупное предложение в долгосрочном периоде, а кривая, изображенная с положительным наклоном, является совокупным предложением в краткосрочном периоде.
Имеются как ценовые факторы, влияющие на совокупное предложение, так и неценовые. Ценовые влияют только на краткосрочное предложение. Любые изменения в издержках фирм отражаются на совокупном предложении экономики, при этом, обратно пропорционально. Это означает, что, к примеру, на каждую дополнительную единицу затрат фирмы сокращают предложение своих товаров и услуг на определенное количество. Неценовые факторы воздействуют на совокупное предложение любого вида, как на краткосрочное, так и на долгосрочное. К таким факторам можно отнести количество ресурсов, производительность ресурсов, качество физического, человеческого капитала, технологический прогресс и тому подобные критерии. Как правило, увеличение значений данных факторов зависимы прямо пропорционально совокупному предложению. Так, например, если в стране улучшается качество образования, и из учебных заведений выпускаются более подготовленные специалисты, кривая совокупного предложения смещается вправо и вниз.

## Равновесие в модели AD-AS
В модели AD-AS можно наблюдать два вида равновесия:

Взаимосвязь между реальным и потенциальным равновесиями

### Реальное равновесие
В данном случае равновесие достигается, когда совокупный спрос равен совокупному предложению в краткосрочном периоде. Точка пересечения двух кривых образует два равновесных значения: общий уровень цен и совокупный выпуск. При сдвиге хотя бы одного из двух данных графиков, точка равновесия смещается туда, куда сместилась та или иная кривая, образуя новые равновесные параметры экономики. Таким образом, с помощью модели AD-AS можно приблизительно прогнозировать изменения в ценах и основных параметрах системы национальных счетов при изменении совокупного спроса или совокупного предложения.

### Потенциальное равновесие
Данный вид равновесия показывает, что могло бы быть с уровнем цен и выпуском товаров при полной занятости всех экономических ресурсов. Подобное равновесие является абстрактным и не имеет конкретных точек пересечения, которые могли бы объяснить его. В данном случае рассматривается кривая долгосрочного совокупного предложения и её положение от точки реального равновесия. Если реальный баланс ниже потенциального, то есть если кривая долгосрочного предложения находится справа от точки реального равновесия, то в стране наблюдается рецессия, поскольку ресурсы используются неэффективно и не полностью. Если же реальное равновесие превышает потенциальное, следовательно, можно говорить о перегреве экономики, потому что тогда ресурсы «переиспользуются».